# Ozarba damarensis
Ozarba damarensis là một loài bướm đêm trong họ Noctuidae.